# Slaterocoris flavipes
Slaterocoris flavipes är en insektsart som beskrevs av Kelton 1968. Slaterocoris flavipes ingår i släktet Slaterocoris och familjen ängsskinnbaggar. Inga underarter finns listade i Catalogue of Life.